# Бернар Бордері
Бернар Бордері (фр. Bernard Borderie; 10 червня 1924, Париж, Франція — 28 травня 1978, Париж, Франція) — французький кінорежисер, продюсер та сценарист.

## Біографія
Народився 10 червня 1924 року у сім'ї продюсера Раймона Бордері. Найчастіше займався екранізацією літературних творів. Славу йому принесли екранізації історико-пригодницьких кінофільмів та міні-серіалів.

Бордері часто виступав продюсером та сценаристом своїх режисерських задумів. Більшість проектів режисера після виходу на екрани ставали популярними і займали лідерські позиції у міжнародному кінопрокаті впродовж багатьох років.

Свій перший фільм Бернар Бордері зняв в 1951 році. В 1961 вийшов його фільм «Три мушкетери», головну роль у якому зіграв Жерар Барре. Фільм отримав схвальні відгуки від кінокритиків і визнаний однією із найдостовірніших екранізацій.

В 1962 році режисер знову запросив Жерара Барре в кінофільми «Шевальє Депардаян» та «Сміливіше, Пардаян!», що були зняті на основі роману Мішеля Зевако.
 В 1963 Бордері зняв фільм «Рокамболь» за романами Понсона дю Террайля. 

Справжнього успіху режисеру принесли екранізації романів Анн та Сержа Голон: «Анжеліка, маркіза янголів», «Прекрасна Анжеліка», «Анжеліка і король», «Неприборкана Анжеліка», «Анжеліка і султан».

В 1968 зняв фільм «Катрін» за однойменним романом Жульєтти Бенцоні.
 В 1970-х Бордері працював на телебаченні і знімав міні-серіали. 1975 року режисер зняв «Могікане Парижу» за романом Олександра Дюма. В 1977 на екрани вийшов його історичний міні-серіал «Гастон Феб». 
 Бордері знімав у своїх фільмах багатьох французьких акторів: Жерара Барре, Жана Мане, Жака Тожа, Робера Оссейна, Жоржа Жере, Мішель Мерсьє та інших. 
 Останній фільм режисера вийшов на екрани в 1978 році. 
 Бернар Бордері помер 28 травня 1978 року в Парижі у 53-річному віці.

## Фільмографія
- 1952 — Вовки полюють вночі
- 1953 — Отруйний плющ
- 1954 — Розпусні жінки
- 1955 — Парус долі
- 1957 — Дами віддають перевагу мамбо
- 1958 — Вальс горилли
- 1960 — Отаман
- 1960 — Як же так!
- 1961 — Три мушкетери
- 1962 — Дамський підлабузник
- 1962 — Шевальє де Пардаян
- 1963 — Рокамболь
- 1964 — Вперед, Пардаян!
- 1964 — Анжеліка, маркіза янголів
- 1964 — Прекрасна Анжеліка
- 1966 — Відділ боротьби з бандитизмом
- 1966 — Анжеліка і король
- 1966 — Сім чоловіків і дівчина
- 1967 — Семеро та стерво
- 1967 — Неприборкана Анжеліка
- 1968 — Анжеліка і султан
- 1968 — Катрін
- 1972 — На війні як на війні
- 1976 — Прекрасні пани із Буа-Доре
- 1977 — Гастон Феб